# Christos Tzolis
Christos Tzolis (griechisch Χρήστος Τζόλης; * 30. Januar 2002 in Thessaloniki) ist ein griechischer Fußballspieler, der beim FC Brügge unter Vertrag steht. Der Flügelspieler ist seit Oktober 2020 griechischer Nationalspieler.

## Karriere

### Verein
Der in Thessaloniki geborene Christos Tzolis begann seine fußballerische Ausbildung beim lokalen Verein Doxa Pentalofos. Im Sommer 2010 schloss er sich der Jugendabteilung des PAOK Thessaloniki an, wo er sechs Jahre spielte. Zwischen 2016 und 2018 spielte er in den Nachwuchsmannschaften der deutschen Amateurvereine der SG Rosenhöhe Offenbach und von Alemannia Königstädten, bevor er wieder zu den Dikéfalos Aetós tou Vorá nach Saloniki zurückkehrte.
Dort schaffte der Flügelspieler es in der Saison 2019/20 als Teil der U19-Mannschaft wesentlich zu überzeugen und erzielte 19 Tore in 23 Ligaeinsätzen. Als Folge dessen beförderte ihn Cheftrainer Abel Ferreira für die Meisterschafts-Play-offs der Spielzeit 2019/20 in die erste Mannschaft. Am 7. Juni 2020 (1. Spieltag der Playoffs) debütierte er bei der 0:1-Heimniederlage gegen Olympiakos Piräus in der höchsten griechischen Spielklasse, als er in der 74. Spielminute für Chuba Akpom eingewechselt wurde. In seinem zweiten Ligaeinsatz zwei Wochen später (3. Spieltag der Playoffs) erzielte er beim 3:1-Heimsieg gegen den OFI Kreta sein erstes Tor. In der nächsten Zeit entwickelte sich der 18-Jährige zum Stammspieler in der Offensive. Die Saison beendete er mit neun Ligaeinsätzen, in denen er einen Torerfolg verbuchen konnte.
Am 25. August 2020 führte er seine Mannschaft mit einem Doppelpack und einer Vorlage zum 3:1-Heimsieg gegen Beşiktaş Istanbul im Hinspiel der Qualifikation zur UEFA Champions League.
Im Sommer 2021 wechselte Tzolis für elf Millionen Euro zu Norwich City. Im Juli 2022 wechselte er auf Leihbasis zum FC Twente Enschede in die Niederlande. Die Leihe wurde jedoch Ende Januar 2023 wieder beendet.
Anfang August 2023 wechselte Tzolis bis zum Ende der Saison 2023/24 auf Leihbasis in die 2. Bundesliga zu Fortuna Düsseldorf. Unter Daniel Thioune etablierte sich der Grieche auf Anhieb als Stammspieler. In 30 Zweitligaspielen (28-mal von Beginn) erzielte er 22 Tore und wurde neben Robert Glatzel und Haris Tabaković Torschützenkönig. Die Düsseldorfer schlossen die Spielzeit auf dem 3. Platz ab und qualifizierten sich somit für die Relegation, in der man auf den VfL Bochum traf. Beim 3:0-Auswärtssieg im Hinspiel war Tzolis an allen Toren beteiligt, indem er das Eigentor zur 1:0-Führung provozierte und die anderen beiden Tore vorbereitete. Im Rückspiel schlugen die Bochumer jedoch ihrerseits mit einem 3:0-Auswärtssieg zurück und setzten sich im Elfmeterschießen durch. Die Fortuna blieb damit in der 2. Bundesliga.
Einige Tage nach der verlorenen Relegation zog der Verein die Kaufoption und verpflichtete Tzolis damit fest. Der Sportvorstand Klaus Allofs kündigte dabei einen direkten Weiterverkauf an.
Tzolis wechselte daraufhin mittels einer Ausstiegsklausel zur Saison 2024/25 zum belgischen Erstligisten FC Brügge, bei dem er einen Vertrag bis zum 30. Juni 2028 unterschrieb. In seiner ersten Saison bestritt er dort 38 von 40 möglichen Ligaspielen, in denen er 16 Tore schoss, sowie fünf Pokalspiele mit drei Toren, zwölf Spiele in der Champions League mit einem Tor sowie das verlorene Spiel um den belgischen Supercup, in dem er auch das Tor für den FC Brügge schoss.

### Nationalmannschaft
Mit fünf Toren in ebenso vielen Einsätzen trug er wesentlich zur erfolgreichen Qualifikation der griechischen U17-Nationalmannschaft zur U17-Europameisterschaft 2019 in Irland bei. Bei der Endrunde stand er in allen drei Gruppenspielen auf dem Platz, schied mit der Auswahl aber als Gruppenletzter aus. Seit November 2019 ist er für die U19 im Einsatz.
Am 7. Oktober 2020 debütierte Tzolis bei der 1:2-Testspielniederlage gegen Österreich in der A-Nationalmannschaft, als er in der 82. Spielminute für Dimitris Limnios eingewechselt wurde.

## Titel
Vereine
- Belgischer Pokalsieger: 2025 (FC Brügge)
- Griechischer Pokalsieger: 2021 (PAOK Thessaloniki)

Individuell
- Torschützenkönig der 2. Bundesliga: 2024 (mit Robert Glatzel und Haris Tabaković)